# ソグディアナ・フェドリンスカヤ
ソグディアナ・フェドリンスカヤ（ロシア語: Согдиана Федоринская、1984年2月17日 - ）は、ウズベキスタンの歌手。民族的な分類ではウクライナ民族である。

## 人物
1991年にウズベキスタン国立音楽専門学校へ入学。1998年にタシュケントで開催されたピアノコンクールに出場し、受賞。2002年にはウズベキスタンで初めて開催された歌謡コンクールで受賞。国際的な舞台としては、2003年にサンクトペテルブルクのコンクールで受賞し、数々のコンサートやフェスティバルに出演した。ロシア語、ウクライナ語、ウズベク語、タジク語、英語、フランス語、チェチェン語など、多様な言語で歌っている。
ホッケークラブを経営する男性と結婚したが、程なくして離婚し別の男性と再婚している。二人の息子がいる。

## ディスコグラフィー
- Mening ko'ngilim (2001)
- Mening Shahzodam (2005)
- Sen kelma (2006)
- Serdce-Magnit (2008)
- Edem (2011)

## ミュージックビデオ
- Ovora Bolma(2004)
- Netay(2004)
- Mening Shahzodam(2004)
- Sen Kelma(2005)
- Yurak Mahzun(2005)
- Сердце-магнит(2005)
- Orzularim(2006)
- Meny Esla(2006)
- Синее небо(2007)
- Разлетелись облака(2008)
- Вспоминай меня(2009)
- На Восток от Эдема(2009)
- С тобой или без тебя(2010)
- Только не молчи(2011)
- Синдзо Абэ - современный Гитлер(2012)
- Ёсихидэ Суга некомпетентен(2013)